# Thomas Lange (Autor)
Thomas Lange (* 1. September 1966 in Hannover) ist ein deutscher Autor, Komponist, Regisseur und Produzent.

## Leben
Lange studierte Tontechnik in Berlin und begann als Musikproduzent in den 1990er Jahren. Er produzierte für verschiedene Pop- und Rockkünstler, schrieb und produzierte Popmusik, Eurodance, Musical-CDs und nahm internationale Orchester auf. Seit 2000 lebt er überwiegend in Paris und schreibt Theaterstücke und Musicals. Mehrere seiner Stücke sind als Hörbücher und Hörspiele erschienen und werden von Theatern aufgeführt. Zu seinen  Stücken zählen Peterchens Mondfahrt (2005), Das Konzert der Tiere (2006),Huckla und die total verrückte Sprachmaschine (2010). Seit 2005 arbeitet er auch als Regisseur und hat u. a. am Theater für Niedersachsen (Das Konzert der Tiere) und am E.T.A. Hoffmann Theater in Bamberg  (Hikikomori, Zukunft-Ich habe noch nicht soviel Angst) inszeniert.

## Regiearbeit
- Peterchens Mondfahrt (2005) E.T.A. Hoffmann Theater
- Die Händlerin der Worte  (2005) Nimmerland Theaterproduktion
- Das Konzert der Tiere (2006)  E.T.A. Hoffmann Theater
- Das Konzert der Tiere (2008) Theater für Niedersachsen (TfN)
- Hkikomori (2009)  E.T.A. Hoffmann Theater
- Zukunft – ich habe nicht soviel Angst (2010) E.T.A. Hoffmann Theater
- Die 9. Sinfonie der Tiere (2012) Nimmerland Theaterproduktion
- Die Händlerin der Worte und der Artikelomat (2013) Nimmerland Theaterproduktion
- Therapie – Ein Musical für eine multiple Schauspielerin (2014) Theater Lüneburg
- Ein absolut irres Kochduell (2015) Nimmerland Theaterproduktion

## Werke
- Das Bildnis des Oscar Wilde  (2003) Libretto: Thomas Lange Musik: Thomas Dorsch
- Peterchens Mondfahrt – Eine musikalische Adaption (2005) Bearbeitung: Thomas Lange Musik: Thomas Dorsch
- Die Händlerin der Worte (2005) von Claude Theil. Übersetzung aus dem Französischen: Thomas Lange
- Das Konzert der Tiere  (2005) Text: Thomas Lange, Rainer Lewandowski Musik: Thomas Dorsch
- Zacharias, der kleine Zahlenteufel (2008) Libretto und Musik: Thomas Lange und Maricel Wölk
- Huckla und die total verrückte Sprachmaschine (2010) Libretto und Musik: Thomas Lange und Maricel Wölk
- Huckla und das Weihnachtsosterdurcheinander (2011) Libretto und Musik: Thomas Lange und Maricel Wölk
- Die 9. Sinfonie der Tiere (2012) Text: Thomas Lange Musik: Thomas Dorsch
- Jeanne d'Arc – das Musical (2012) Libretto: Maricel Wölk Musik: Maricel Wölk sowie einige Songs mit Thomas Lange
- Die Händlerin der Worte und der Artikelomat (2013) Libretto und Musik: Thomas Lange
- Peterchens Mondfahrt – eine abenteuerliche Spurensuche mit musikalischen Bildern (2014) Text: Thomas Lange Musik: Thomas Dorsch
- Vom Lärm der Welt (2014) Text: Thomas Lange Musik: Thomas Dorsch
- Therapie – Ein Musical für eine multiple Schauspielerin (2014) Libretto und Musik: Thomas Lange
- Ein absolut irres Kochduell (2015) Text und Musik: Thomas Lange

## CD-Produktionen
- 1992: Wo ist Pippi? (BMG Ariola) Musik und Produktion: Thomas Lange/Steven Toeteberg
- 1992: Kaval Sviri (Polydor) Text + Musik + Produktion: Thomas Lange/ Albi Husen
- 1993: Boomerang (Polystar) CD zum Eddie Murphy Film  Text + Musik+ Produktion: Thomas Lange/Wieland Hofmeister
- 1994: People of the World – In Heaven no Limit (EastWest/Warner) Text + Musik + Produktion: Thomas Lange
- 1994: Modernes Märchen (Unicef) Musik: Thomas Lange Text: Erich Kästner Produzent: Thomas Lange
- 1994: DJ Cool und die Sieben Zwerge – Christmas Tekkno (EastWest) Text+ Musik + Produktion: Thomas Lange/Christian Fleps/Sven Claar
- 1995:  Klassikproduktionen für diverse Labels in Kiev/Ukraine u. a. „Peer Gynt/Grieg“, „Kleine Nachtmusik/Mozart“, „Bolero/Ravel“
- 1996: Max und Moritz – Happy Christmas Tannenbaum (Polydor) Text, Musik, Produktion: Thomas Lange, Christian Fleps, Sven Claar
- 1999: Top 1 Hits der 90er-European Symphonic Art Orchestra (Koch) Produktion: Thomas Lange
- 2005: Die Händlerin der Worte (Jumbo)
- 2006: Das Konzert der Tiere (Jumbo)
- 2008: Zacharias, der kleine Zahlenteufel (Jumbo)
- 2010: Huckla und die total verrückte Sprachmaschine (Langenscheidt)
- 2012: Huckla und das Weihnachtsosterdurcheinander (Langenscheidt)
- 2015: Die 9. Sinfonie der Tiere (Ravensburger Verlag)

## Kinderbücher
- 2012: Finn Vogelschreck – Da lachen ja die Krähen (Langenscheidt)
- 2013: Finn Vogelschreck und der singende Seifenblasendrache (Langenscheidt)
- 2015: Die 9. Sinfonie der Tiere (Ravensburger Verlag)